# Wallsend

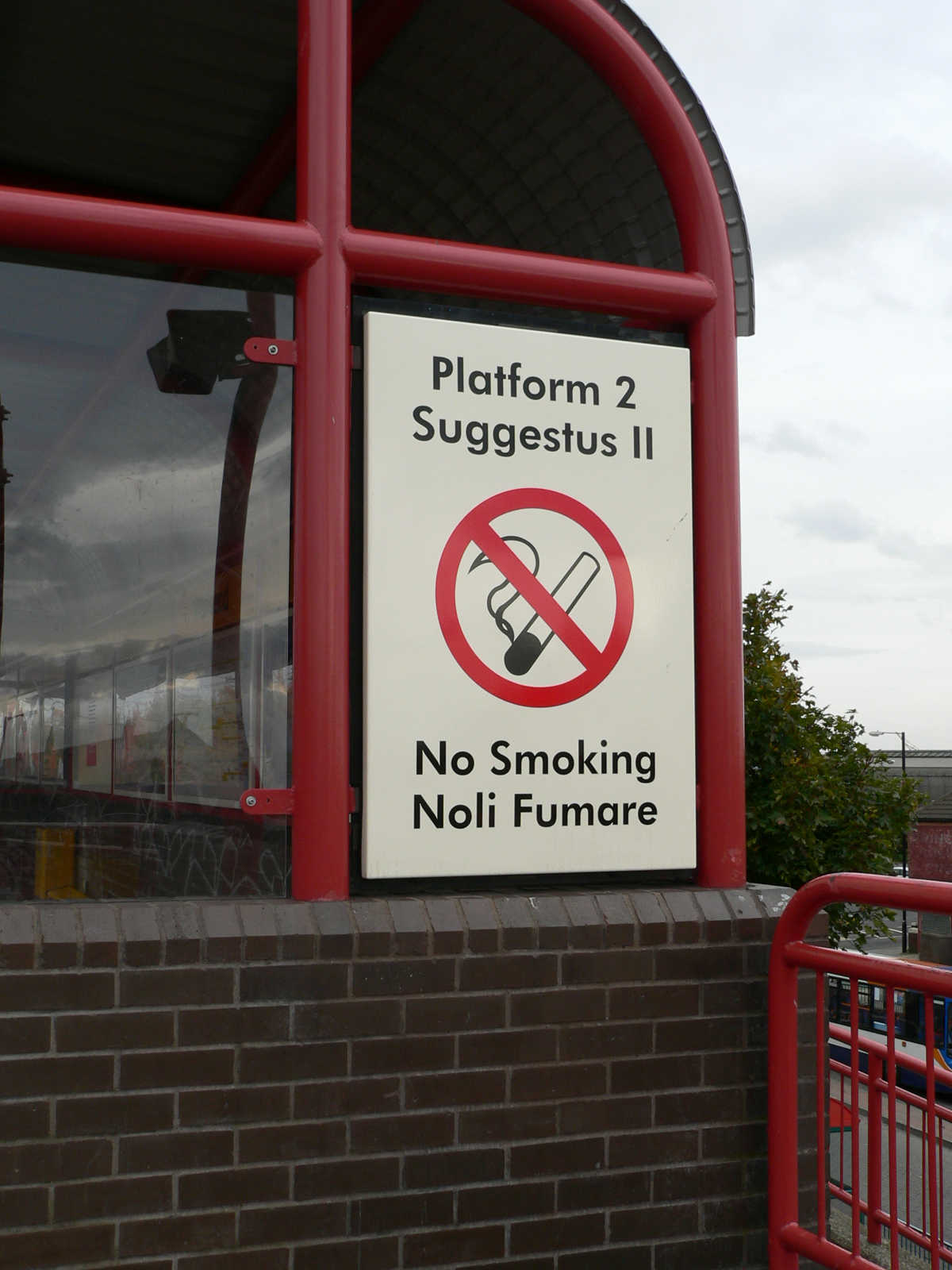
Zweisprachiges Schild Englisch und Latein

Wallsend ist eine Stadt in North Tyneside, Tyne and Wear, England mit 42.842 Einwohnern. Der Ortsname (Wall’s End = Mauer-Ende) leitet sich vom römischen Hadrianswall ab, der am Ufer des Tyne endete. Der Fluss mündet nach weiteren acht Kilometern in die Nordsee.

## Geschichte
Zur Zeit der Römer stand in Wallsend das Kastell Segedunum, welches den östlichen Endpunkt des Hadrianswalls sicherte. Heute erinnern in der Stadt verteilte lateinische Inschriften, Zeichen und in Englisch-Lateinisch „zweisprachig“ gehaltene Hinweisschilder an diesen Teil der Stadtgeschichte.
Im späten 19. Jahrhundert entwickelten sich innerhalb des Parishs (Kirchspiel) zunächst mehrere urban sanitary districts (Gesundheitsbezirke): Willington Quay, Howdon und das eigentliche Wallsend. Die ersten beiden schlossen sich im Zuge des Local Government Act 1894 zum urban district (städtischer Bezirk) Willington Quay zusammen, der restliche Teil bildete das Kirchspiel Willington im Tynemouth Rural District. Wallsend kam 1901 als municipal borough (Gemeinde) hinzu und schloss ab 1910 auch Willington Quay und Willington sowie Teile des Kirchspiels Longbenton mit ein.
Insbesondere nach dem Ende des Zweiten Weltkriegs und in den 1960er Jahren wuchs Wallsend stark an. Das Stadt- und Geschäftszentrum mit dem Einkaufsgebiet „Wallsend Forum“ liegt im westlichen Stadtgebiet. Nördlich davon liegt das ältere Wohngebiet High Farm und das neuere Hadrian Lodge. Das Zentrum ist durch den kleinen vom Nordwesten kommenden und zum im Südosten liegenden Tyne fließenden Wasserlauf Wallsend Burn, vom östlichen Stadtgebiet getrennt. Östlich des Burn liegen der alte Stadtteil Holy Cross mit seiner mittelalterlichen Kirchenruine, der Vorkriegsstadtteil Rose Hill und das überwiegend nach dem Krieg entstandene Wohngebiet Howdon. Südlich von Howdon liegt Willington Quay, das eng mit der Schifffahrt verbunden war, heute aber mehr durch Industrie und Wohnen geprägt wird. East Howdon bildet eine kleine Enklave zwischen Willington Quay und North Shields.
Die Hauptgeschäfts- und Durchgangsstraße ist die High Street. Am Nordende der Straße befindet sich Wallsend Green, ein malerisches Gebiet mit repräsentativen Häusern, die um einen begrünten Platz herum angeordnet sind. Hinter dem Platz fließt der Burn durch den Park von Hall Grounds zum öffentlichen Wallsend Park.
Der Fußballverein Wallsend Boys Club brachte bekannte Spieler, wie Alan Shearer, Lee Clark, Peter Beardsley und Michael Carrick hervor. Bekanntester Sohn der Stadt dürfte Sting sein.
Eine erwähnenswerte Besonderheit ist die Beschilderung der Wallsend Metro Station, die im Hinblick auf die römische Vergangenheit der Stadt auf Englisch und Latein beschriftet ist.

## Kohlebergbau
Ein Großteil der frühen Industrie in Wallsend gründete auf dem Steinkohlenbergbau. Wallsends Kohlebergbau bestand aus sieben Zechen, die zwischen 1778 und 1935 förderten. In den 1820er Jahren schlossen sich die einzelnen Zechen zu Russell’s Colliery zusammen, welche später zur The Wallsend and Hebburn Coal Company Ltd wurde. 1924 waren 2183 Kumpel beschäftigt. Bekannt wurde der Bergbau- und Eisenbahningenieur John Buddle, der an der Entwicklung der Davy Lampe beteiligt war.
Zwischen 1767 und 1925 wurden im Wallsend-Kohlebergbau elf größere Unglücksfälle verzeichnet, bei denen 209 Menschen ums Leben kamen. Am 18. Juni 1835 tötete eine Gasexplosion in einem Tunnel 102 Grubenarbeiter, von denen der jüngste erst acht Jahre alt war. Die Opfer wurden geborgen und auf dem oberen Teil des Friedhofs von St. Peters begraben. Eine dort angebrachte Gedenktafel erinnert an das Unglück.

## Schiffbau

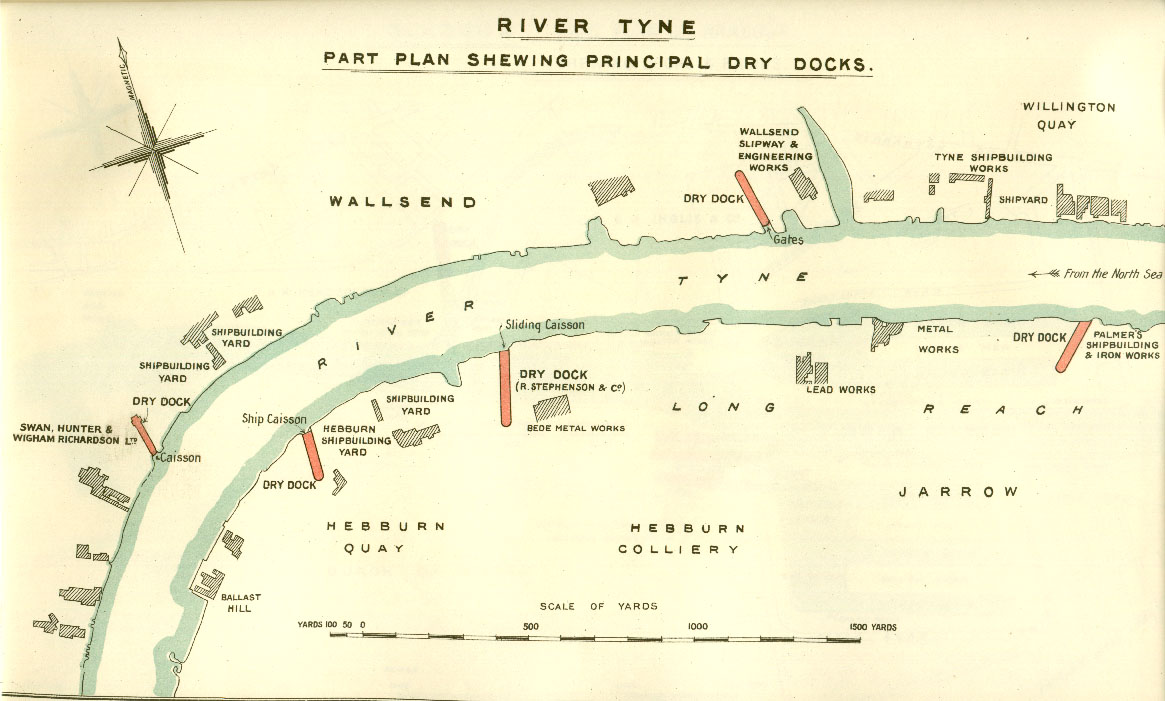
Lageplan 1909

Wallsend hat eine lange Schiffbaugeschichte.
Von der Wigham-Richardson-Werft, die sich später mit Swan Hunter zu Swan Hunter & Wigham Richardson zusammenschloss, kamen so berühmte Schiffe, wie die Mauretania, welche für 22 Jahre das Blaue Band innehatte. Andere bekannte Schiffe waren die Carpathia, die 1912 der sinkenden Titanic zur Hilfe eilte, oder der Eisbrecher Krasin, der 1928 an der Rettung der Umberto Nobile Expedition nach Spitzbergen beteiligt war. Die Werft bestand bis 2007.
Auf dem Areal der ehemaligen Werft Wallsend Slipway & Engineering Company wird ebenfalls kein Schiffbau mehr betrieben, hier entstehen aber heute Offshorekonstruktionen.
Charles Parsons’ revolutionäre Turbinia begann ihren Siegeszug 1884 in Wallsend.
Auch die Schiffe Sheffield und Victorious liefen in Wallsend vom Stapel.
Der russische Schriftsteller Jewgeni Samjatin arbeitete 1916/17 auf der Swan Hunter Werft, was ihm später als Hintergrund für seinen Roman Wir diente, der wiederum George Orwells Hauptwerk 1984 stark beeinflusste.

## Persönlichkeiten Wallsends
- Michael Carrick (* 1981) – Fußballspieler und -trainer
- Peter Higgs (1929–2024) – Physiker
- Paul Kennedy (* 1945) – Historiker
- Brian Laws (* 1961) – Fußballspieler und Manager
- Andrew Leslie – Schiffbauer
- George Rochester (1908–2001) – Physiker
- Sonia Samuels (* 1979) – Langstreckenläuferin
- Paul Stephenson – Fußballspieler
- Sting (* 1951) – Musiker
- Alan Thompson – Fußballer
- Abhisit Vejjajiva (* 1964) – Premierminister von Thailand
- Venom – Musikband
- Lee Clark (* 1972) – Fußballspieler und -trainer
- Steve Watson (* 1974) – Fußballspieler
- Lorna Watson (* 1977) – Filmschauspielerin, Komikerin und TV-Moderatorin
- Gary Wilson (* 1985) – Snookerspieler